# دنیس کینگ
دنیس کینگ (انگلیسی: Denis King؛ زادهٔ ۲۵ ژوئیهٔ ۱۹۳۹) آهنگساز، خواننده-ترانه‌پرداز، تهیه‌کننده موسیقی اهل انگلستان است. وی از سال ۱۹۴۶ میلادی تاکنون مشغول فعالیت بوده‌است.
از فیلم‌ها یا مجموعه‌های تلویزیونی که وی در آن‌ها نقش داشته است می‌توان به هَـنِـی (حادثه‌جو) اشاره نمود.
وی یکی از برندگان جایزهٔ آیور نوولو است.